# 八ノ沢 (札内川)

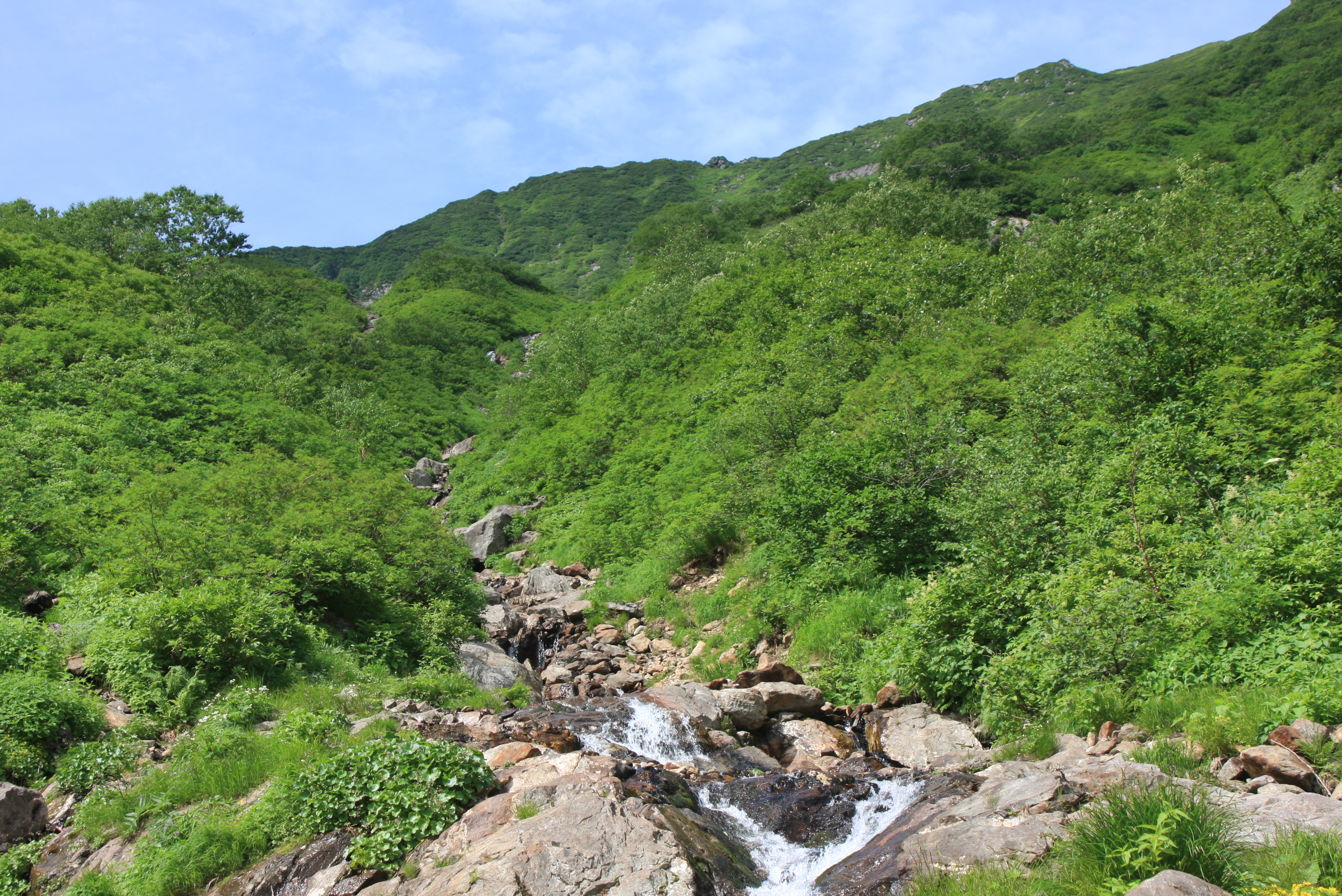
八ノ沢上流部 1300m付近より

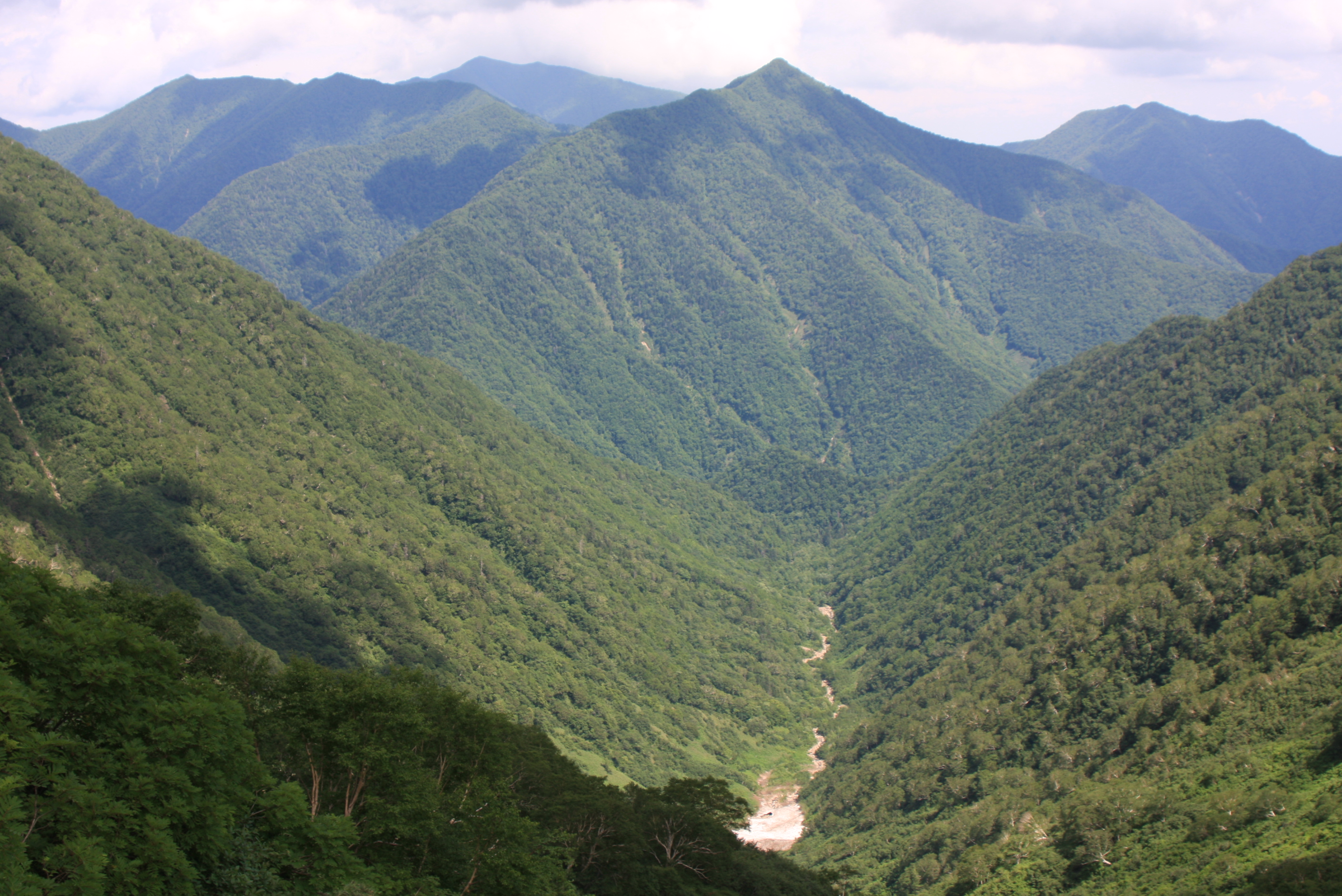
八ノ沢のV字谷と1629m峰（三等三角点「中岳」）
1500m付近より

八ノ沢（はちのさわ）は、札内川の支流であり、札内川と合流した後に幕別町で水系本流の十勝川と合流して太平洋に注ぐ。八ノ沢流域全てが日高山脈襟裳十勝国立公園に指定されている。この沢は登山道のないカムイエクウチカウシ山への沢登りルートとして岳人から認知される。

## 地理
北海道日高振興局日高郡新ひだか町と十勝総合振興局河西郡中札内村に跨る日高山脈主脈であるカムイエクウチカウシ山の八ノ沢カール底のモレーンで源を発し、7月末まで雪渓（デブリ）の残るV字谷を形成しながら880mの標高差を以って八ノ沢出会で札内川の記念沢と合流する。
三股から上流は急峻になり滝が連続するが、八ノ沢カールまでは左岸に高巻する巻き道（踏み跡）がある。ただし巻き道では滑落事故が多発しているので下山では細心の注意を要する。

## 流域の自治体
北海道
十勝総合振興局河西郡中札内村